# 香合

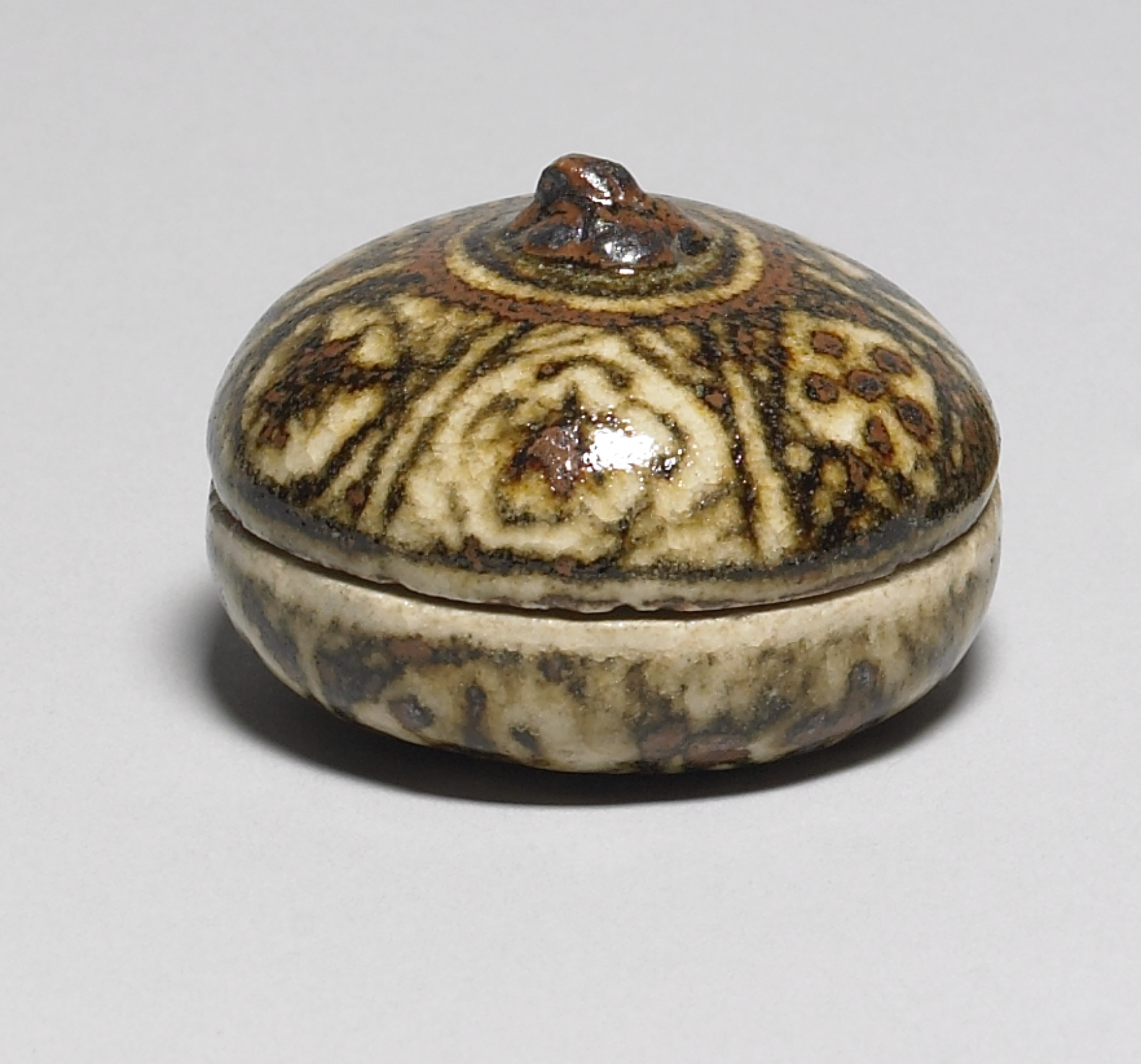
尾形乾山作の香合

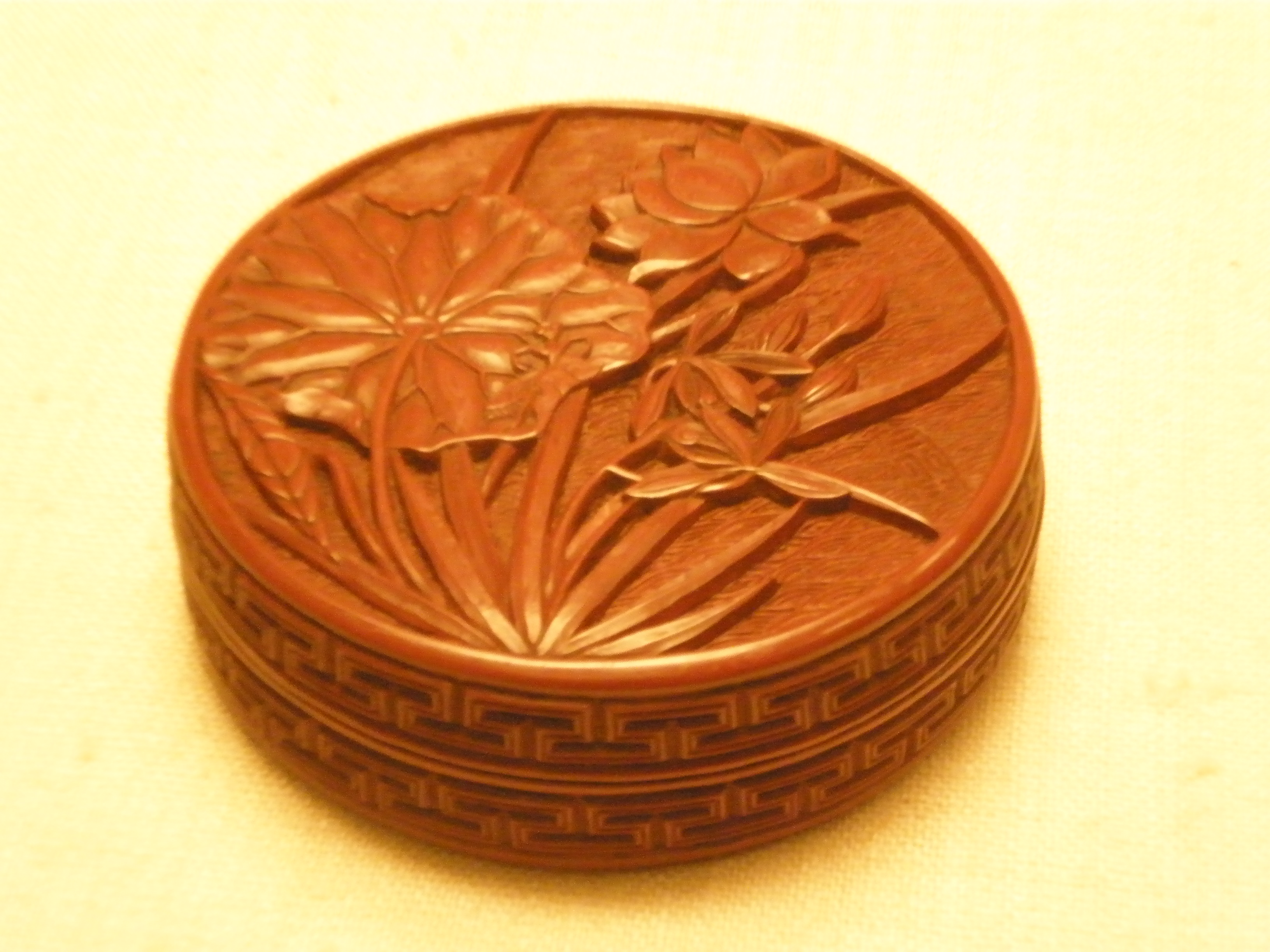
木製の香合

香合（こうごう）とは、香を収納する蓋付きの小さな容器。茶道具の一種であり、また仏具の一種でもある。香蓋とも書かれるが当て字。また合子（ごうす、ごうし）ともいう。

## 茶の湯における香合
茶の湯において香合とは香をいれておくための器である。茶事において茶室に香を焚くのであるが、その香をいれておく器が香合である。その香合は茶事において重要な存在であり、炭点前のときに客は亭主に所望して香合を拝見する。香合の中には香を3個入れておき、その内2個を炭の近くに落とし入れ、薫じさせ、残り1個はそのまま拝見に回すことが多い。茶道具全般に共通することではあるが、風炉の場合と炉の場合などその茶席に応じて、香とともに香合も使い分けることが多い。
- 炉（11月〜4月）

練香を入れる。陶磁器の香合を用いる。練香の湿気が漆器を傷めるため、漆器の香合は用いない。
- 風炉（5月〜10月）

角割の香木を入れる。唐木、竹製などの漆器の香合を用いる。
- 季節問わず

ハマグリ、ツキヒガイなどの貝類、金属類。

## 仏具における香合
一般に焼香、抹香を入れる。また塗香入れにも用いる。